# Sabino Méndez Ramos
Sabino Méndez Ramos (Barcelona, 16 de novembre de 1961) és un compositor de rock, conegut pel seu treball com a compositor i guitarrista del grup Loquillo i LosTrogloditas, així com per la seva faceta d'escriptor.

## Obra

### Discografia
- Amb a Loquillo, La mataré, Todo el mundo ama a Isabel, Carne para Linda, Cadillac solitario, El rompeolas, Autopista, Cantores, El ritmo del garaje o Rock 'n' Roll Star, entre d'altres.[2] Des de 2006 va col·laborar esporàdicament amb Loquillo i el 2012 van publicar La nave de los locos.[3][4]

- Amb Los Montaña, va publicar El día que murió Marcelo Mastroiani. Gravat una part a la sala Bikini de Barcelona el 19 de desembre de 1996.